# Neotrichia mentonensis
Neotrichia mentonensis är en nattsländeart som beskrevs av Frazer och Harris 1991. Neotrichia mentonensis ingår i släktet Neotrichia och familjen smånattsländor. Inga underarter finns listade i Catalogue of Life.